# Walter Laird

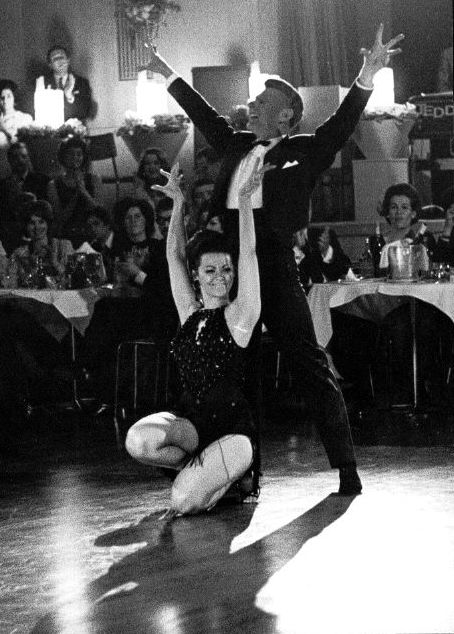
Walter Laird

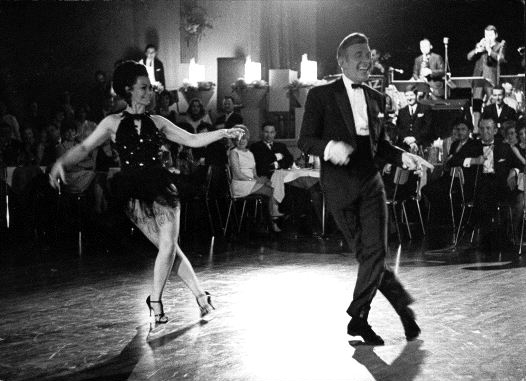
Walter & Lorraine in Action

Walter William Laird (* 26. Juli 1920; † 30. Mai 2002 London) war ein britischer Tänzer und dreifacher Weltmeister der lateinamerikanischen Tänze. Sein 1961 erschienenes Buch The Technique of Latin American Dancing bildet in der aktuellen Auflage die Grundlage des internationalen Turnierreglements der lateinamerikanischen Tänze im Tanzsport und wird für die Ausbildung zum Tanzlehrer und Trainer verwendet.

## Erfolge
Walter Laird begann seine Karriere als professioneller Tänzer im Jahre 1946. 1962 errang er mit seiner Tanzpartnerin Lorraine Rohdin (geb. Reynolds) den Weltmeistertitel der Profis der Lateinamerikanischen Tänze Professional Latin World Champion und verteidigte diesen 1963 sowie 1964. Ebenfalls in den Jahren 1962 bis 1964 war er jeweils Europameister in den lateinamerikanischen Tänzen. In seiner fünfjährigen Tanzkarriere mit Lorraine blieb er ungeschlagen.
Später bildete er als Tanzlehrer einige der weltbesten Paare aus.

## Die „Laird Technique“
Bereits in seiner aktiven Zeit als Turniertänzer setzte sich Walter Laird auf wissenschaftlichem Niveau mit den lateinamerikanischen Tänzen auseinander. Er entwickelte eine eigene Technik, die er in seinem 1961 erschienenen und 1964 überarbeiteten Buch The Technique of Latin American Dancing beschrieb. Der von Laird entwickelte Tanzstil setzte sich weltweit auf Turnieren durch und wird dementsprechend als International Style bezeichnet.
Im Laufe der Jahre ergaben sich technische Entwicklungen und neue Figuren im Turniertanzsport, die Laird 1972, 1977, 1983 und 1988 in weiteren Auflagen seines Technikbuches aufgriff. 1997 erschien ein Ergänzungsband (Supplement) mit zusätzlichen Figuren.
Bevor Laird die 6. Auflage seiner Latin Technique vollenden konnte, starb er im Mai 2002. Das Buch wurde daraufhin von seiner hinterbliebenen Ehefrau Julie Laird fertiggestellt und erschien 2003 als The Laird Technique of Latin Dancing - The Commemorative Edition. In den Jahren 2006 und 2009 folgten überarbeitete Fassungen, die aber keine technischen Änderungen beinhalten.
2014 erschien The Laird Technique of Latin Dancing in der 7. Auflage. Letztere beinhaltet über 100 Änderungen und Ergänzungen.
2022 erschien die 8. Auflage des Buches. Sie inkludiert technische Änderungen, neue Informationen, sowie Beschreibungen neuer Figuren und beinhaltet erstmals auch Fotos von vielen Figuren und Positionen (die Fotos sind von den 10-fachen Weltmeistern der lateinamerikanischen Tänze, Riccardo Cocchi und Yulia Zagoruychenko).
Weltweit dienen die aktuelle Auflage der Laird Technique und des zugehörigen Supplements als Grundlage für die Ausbildung von Tanzlehrern, Trainern und Wertungsrichtern in den lateinamerikanischen Tänzen. Zudem ergibt sich aus den vorgenannten Büchern die Schrittbegrenzung für Turniere der unteren Klassen. Dies gilt im Bereich des Deutschen Tanzsportverbandes (DTV) für die D- und C-Klassen und teilweise auch in den B-Klassen aller Altersgruppen, auf internationaler Ebene hingegen nur für die unteren Klassen bei den Juveniles (Kinder/Jugendliche bis 11 Jahre).

## Werke
- The Laird Technique of Latin Dancing - 8th edition 2022
- Technique of Latin Dancing Supplement: Technique for the British Dance Council's Appendix 1. (Latin) Figures - 1st edition 1997
- The Ballroom Dance Pack
- BILOLA as Social Rhythm Dancing
- LA Music: Rhythm only and Lairds Latin Cocktails (Salsa)

## Zitate
„Technique is there to support you, not to be there as an end product.“

„Technique must be looked upon as a useful tool to be aid the development of good dancing and not be used to kill individual expression and natural development.“